# Linea Chitose
La linea Chitose (千歳線?, Chitose-Sen) è una linea ferroviaria nella prefettura di Hokkaidō, gestita da JR Hokkaidō, che collega la stazione di Numanohata, nella città di Tomakomai, con quella di Shiroishi, nell'omonimo quartiere di Sapporo.
Vi è inoltre una diramazione laterale, che da Minami-Chitose porta verso l'aeroporto di Shin-Chitose.
La linea è utilizzata anche dai convogli merci della JR Freight.

## Tracciato
Dalla città di Tomakomai, nella sottoprefettura di Iburi, la linea raggiunge Sapporo passando attraverso le città satellite di Chitose, Eniwa e Kitahiroshima, tutte nella sottoprefettura di Ishikari.
A Numanohata la linea si origina sulla linea principale Muroran; a Shiroishi invece i binari si uniscono a quelli della linea principale Hakodate in direzione della stazione centrale di Sapporo. 
Dalla stazione di Minami-Chitose, oltre che la diramazione per l'aeroporto, si diparte la linea Sekishō, che porta verso la parte orientale della prefettura.
La linea Chitose quindi, oltre che il ruolo di ferrovia suburbana, svolge anche la funzione di collegamento fra due delle arterie principali dell'isola.

## Treni

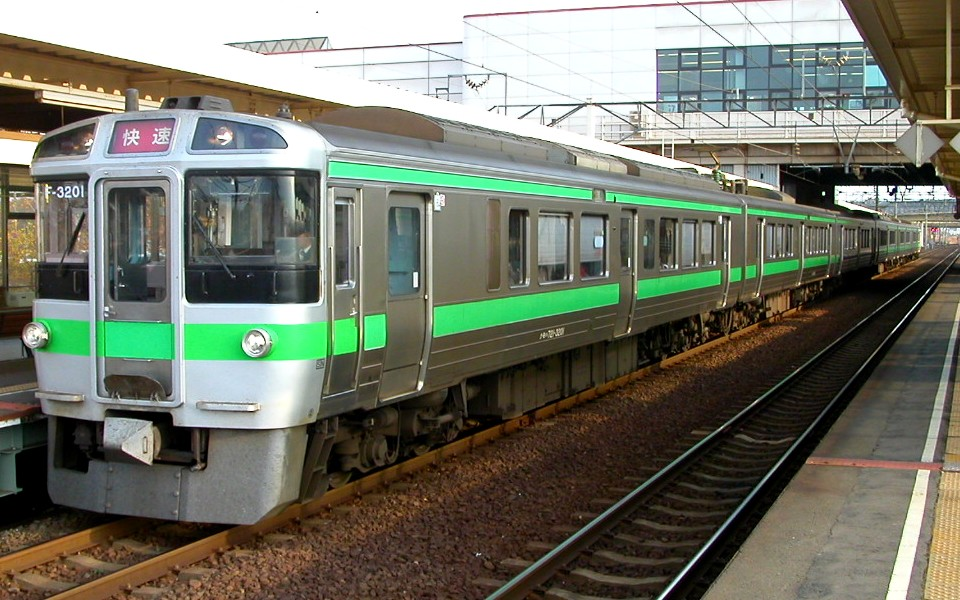
Il rapido "Airport" alla stazione di Minami-Chitose

La linea è un nodo importante per le comunicazioni fra Sapporo e il sud della prefettura; per questo motivo, la linea è percorsa nella sua interezza dagli espressi Super Hokuto e Hokuto da e per Hakodate, così come dai Suzuran, che collegano il capoluogo prefetturale e Muroran.
Su questa ferrovia transitano inoltre vari treni notturni che collegano le isole di Hokkaidō e Honshū, come l'Hokutosei, il Cassiopeia, il Twilight Express e l'Hamanasu.
Il tratto di ferrovia tra Sapporo e Minami-Chitose è il principale snodo verso l'est dell'isola, ed è perciò percorso dagli espressi Super Ōzora da e per Kushiro e Super Tokachi da e per Obihiro.
Il rapido Airport percorre la linea Chitose ogni quindici minuti, fungendo da collegamento diretto fra l'aeroporto di Shin-Chitose e le città di Sapporo, Otaru e Asahikawa. Passando attraverso la zona più urbanizzata dell'intera prefettura, la linea è percorsa da 3/4 treni locali ogni ora.

## Stazioni
| H17                                                 | Numanohata                               | 沼ノ端             | 0.0 km  | JR Hokkaido: - ■ Linea principale Muroran                                            | Tomakomai          |
| H16                                                 | Uenae                                    | 植苗               | 6.4 km  |                                                                                      | Tomakomai          |
| H15                                                 | Bibi                                     | 美々               | 13.9 km |                                                                                      | Chitose            |
| H14                                                 | Minami-Chitose                           | 南千歳             | 18.4 km | JR Hokkaido: - ■ Linea Chitose (diramazione per Shin-Chitose-Kūkō) - ■ Linea Sekishō | Chitose            |
| H13                                                 | Chitose                                  | 千歳               | 21.4 km |                                                                                      | Chitose            |
| H12                                                 | Osatsu                                   | 長都               | 24.9 km |                                                                                      | Chitose            |
| H11                                                 | Sapporo Beer Teien                       | サッポロビール庭園 | 27.1 km |                                                                                      | Eniwa              |
| H10                                                 | Eniwa                                    | 恵庭               | 29.4 km |                                                                                      | Eniwa              |
| H09                                                 | Megumino                                 | 恵み野             | 31.9 km |                                                                                      | Eniwa              |
| H08                                                 | Shimamatsu                               | 島松               | 34.1 km |                                                                                      | Eniwa              |
| H07                                                 | Kitahiroshima                            | 北広島             | 40.6 km |                                                                                      | Kitahiroshima      |
| H06                                                 | Kami-Nopporo                             | 上野幌             | 48.6 km |                                                                                      | Atsubetsu, Sapporo |
| H05                                                 | Shin-Sapporo                             | 新札幌             | 51.5 km | Metropolitana di Sapporo: - ■ Linea Tōzai (T19)                                      | Atsubetsu, Sapporo |
|                                                     | Terminal merci di Sapporo                | 札幌貨物ターミナル | 53.6 km |                                                                                      | Shiroishi, Sapporo |
| H04                                                 | Heiwa                                    | 平和               | 54.4 km |                                                                                      | Shiroishi, Sapporo |
| H03                                                 | Shiroishi                                | 白石               | 56.6 km | JR Hokkaido: - ■ Linea principale Hakodate                                           | Shiroishi, Sapporo |
| Linea Chitose (diramazione verso Shin-Chitose-Kūkō) |                                          |                    |         |                                                                                      |                    |
| H14                                                 | Minami-Chitose                           | 南千歳             | 0,0 km  | JR Hokkaido: - ■ Linea Chitose (Tracciato principale) - ■ Linea Sekishō              | Chitose            |
| AP15                                                | Shin-Chitose-Kūkō (Aeroporto di Chitose) | 新千歳空港         | 2.6 km  |                                                                                      | Chitose            |